# Wisselmarkt
De wisselmarkt is een van de elementen van internationale transactie. Wisselmarkten zijn ontstaan doordat elk land zijn eigen munteenheid gebruikt, daarom zijn internationale transacties gecompliceerder dan binnenlandse. Op de wisselmarkt worden valuta's aangeboden en gevraagd. De wisselmarkt is eigenlijk een verzameling van markten voor vreemde munten.
De wisselmarkt bestaat uit de cliëntenmarkt (waar private personen internationale deviezen kopen en verkopen met een bank als tegenpersoon) en de interbankenmarkt, waar banken internationale deviezen met elkaar uitwisselen.
Een ruilverhuiding tussen 2 personen van verschillende landen gebeurt dus door tussenkomst van banken via de bankenmarkt.

## Wisselkoers
De wisselkoers is de prijs van een buitenlandse valuta uitgedrukt in de valuta van het land zelf. De prijs waartegen de valuta's verhandeld worden noemt men de wisselkoersen. Deze is het resultaat van het spel tussen vraag en aanbod. Er zijn verschillende soorten koersen, onder andere aankoopkoers en verkoopkoers. De aankoopkoers of biedkoers is de prijs die de banken willen betalen voor valuta's die hen worden aangeboden. De verkoopkoers of laatkoers is de prijs die banken willen ontvangen als ze hun valuta's verkopen.

## Hoogte van de wisselkoers
De hoogte van de wisselkoers wordt bepaald door de wisselmarkt. Er is zowel een vraag naar vreemde valuta's als aanbod van vreemde valuta's. Deze factoren beïnvloeden de wisselmarkten. Vreemde valuta's heeft men nodig voor allerlei bewerkingen binnen de economie. Deze bewerkingen kunnen zijn: inkomens, invoer en -uitvoerverrichtingen tussen verschillende zones met een verschillende munteenheid.

## Ontstaan van een evenwichtskoers
De evenwichtskoers wordt grafisch bepaald door het snijpunt van de vraagcurve en de aanbodcurve.